# 阿爾貝什蒂鄉 (博托沙尼縣)
47°41′N 27°04′E / 47.683°N 27.067°E
阿爾貝什蒂鄉（羅馬尼亞語：Comuna Albești, Botoșani），是羅馬尼亞的鄉份，位於該國東北部，由博托沙尼縣負責管轄，面積98平方公里，海拔高度78米，2007年人口6,871，人口密度每平方公里70人。